# 伊夫·圣洛朗
伊夫·聖羅蘭（法語：Yves Saint Laurent，1936年8月1日—2008年6月1日），全名伊夫·亨利·多纳特·马修-圣-罗兰（法語：Yves Henri Donat Mathieu-Saint-Laurent），男，是法國時尚設計師，也被認為是20世紀法國最偉大的設計師之一。
古馳集團於2002年買下了伊夫·圣罗兰的品牌。

## 生平
伊夫·聖羅蘭生於法屬阿爾及利亞（當時是法國屬土），1953年17歲到巴黎，受《Vogue》編輯布魯諾夫看好，1955年成為時裝設計師克里斯汀·迪奧的助手。1957年10月24日，聖羅蘭接掌迪奧業務。1961年自創業，出品YSL聖羅蘭品牌時裝，成就一代傳奇。
2001年，法国前总统希拉克授予圣·罗朗国家荣誉勋章，2007年12月，法国总统尼古拉·萨科奇再次授予其‘大荣誉勋章’称号，成为了设计师最终的辉煌。
2008年6月1日，伊夫·圣·罗朗因脑癌逝于巴黎的家中，享年71岁。

## 國際評價
伊夫·聖羅蘭推介女性穿西褲，當時引發社會爭議。英國《金融時報》認為，他的設計革新了職業婦女的生活，並促進了性別平等。

## 流行文化
近年有不少以聖羅蘭為題材的傳記片，包括及。

## 逝世10週年
為紀念逝世剛滿十周年的時裝大師 Yves Saint Laurent，巴黎博物館Musée Yves Saint Laurent Paris為他開設《Yves Saint Laurent, Early Drawings》個人展覽，當中展出超過60幅繪圖作品，亦包括未曾成名之前的作品。
2017年，於摩洛哥馬拉喀什（Marrakesh）的另一間聖羅蘭博物館開幕，聖羅蘭生前友好Betty Catroux、Catherine Deneuve、Marisa Berenson以及摩洛哥皇妃Lalla Salma都有出席博物館開幕禮。

## 外部連結
- Pierre Bergé Yves Saint Laurent Foundation（页面存档备份，存于）
- Yves Saint Laurent Web Site（页面存档备份，存于）
- Sewing patterns by Yves Saint-Laurent（页面存档备份，存于）